# Fijis fodboldlandshold
Fijis fodboldlandshold repræsenterer Fiji i fodboldturneringer og kontrolleres af Fijis fodboldforbund.